# Гласът на разума
„Гласът на разума“ (на английски: The Voice of Reason) е сборник с есета на Айн Ранд, Ленард Пийкоф и Питър Шварц, под редакцията на Ленард Пийкоф. Публикуван е през 1989 г.
Есетата на Ранд излизат първоначално на различни места, включително в рубриката на нейния вестник и в The Objectivist Newsletter, The Objectivist, The Ayn Rand Letter, и The Objectivist Forum.
Есетата на Ленард Пийкоф се основават на лекциите му във Ford Hall Forum, в Бостън, които той продължава да чете след смъртта на Ранд. Есето на Шварц представлява разширена версия на статия в The Intellectual Activist.
Книгата е пети том в колекцията „Библиотеката на Айн Ранд“, под редакцията на Ленард Пийкоф.
|  | Тази страница частично или изцяло представлява превод на страницата The Voice of Reason в Уикипедия на английски. Оригиналният текст, както и този превод, са защитени от Лиценза „Криейтив Комънс – Признание – Споделяне на споделеното“, а за съдържание, създадено преди юни 2009 година – от Лиценза за свободна документация на ГНУ. Прегледайте историята на редакциите на оригиналната страница, както и на преводната страница, за да видите списъка на съавторите. ВАЖНО: Този шаблон се отнася единствено до авторските права върху съдържанието на статията. Добавянето му не отменя изискването да се посочват конкретни източници на твърденията, които да бъдат благонадеждни. |